# Adolf Gräf
Adolf Gräf war wie sein Bruder Karl Gräf ein deutscher Kartograph bzw. Ingenieur-Geograph.
Sein Lehrmeister war der gleiche wie der seines Bruders, der Geograph Heinrich Kiepert, mit dem er am Geographischen Institut Weimar zahlreiche Karten und Atlanten herausbrachte. Diese Arbeiten wurden bei den alljährlichen Besuchen von Carl Ritter begutachtet. Ritter war der erste deutsche Lehrstuhlinhaber für das Fach Geographie. Ebenso wie bei den Arbeiten von Heinrich Kiepert und Karl Gräf hatte der Stahlstecher Georg Haubold an den Beiträgen Adolf Gräfs seinen Anteil. Zusammen mit Kiepert brachte Gräf 1860 eine Karte Deutschlands für das Straßennetz die Eisenbahn - und die Dampfschifffahrt bzw. der Seehäfen heraus.